# Hugo Miguel Fernandes Vieira
Hugo Miguel Fernandes Vieira (Lisboa, Portugal, 11 de agosto de 1976), conocido como Hugo, es un futbolista portugués. Juega como defensa y su actual equipo es el S. C. Beira-Mar de la Primera División de Portugal. 

## Clubes
| Club                    | País     | Año       |
| ----------------------- | -------- | --------- |
| Sporting Clube de Braga | Portugal | 1994-1997 |
| U. C. Sampdoria         | Italia   | 1997-2000 |
| Sporting de Lisboa      | Portugal | 2000-2006 |
| Vitória de Setúbal      | Portugal | 2006-2009 |
| S. C. Beira-Mar         | Portugal | 2009-     |